# Štěpánov
Štěpánov – miasto w Czechach w powiecie Ołomuniec w kraju ołomunieckim. W miejscowości znajduje się stacja kolejowa Štěpánov.
Prawa miejskie otrzymał 22 lipca 2020.

## Zabytki
- kościół katolicki św. Wawrzyńca z 1787
- kościół protestancki św. Barbary z 1875
- kościół prawosławny św. Prokopa z 1928